# 2026 Cottrell
Cottrell (asteróide 2026) é um asteróide da cintura principal, a 2,1626974 UA. Possui uma excentricidade de 0,115991 e um período orbital de 1 397,67 dias (3,83 anos).
Cottrell tem uma velocidade orbital média de 19,0424663 km/s e uma inclinação de 2,45952º.
Esse asteróide foi descoberto em 30 de Março de 1955 por Goethe Link Obs..